# 莲花桥 (北京)
39°53′50″N 116°18′36″E / 39.8973192°N 116.3100976°E

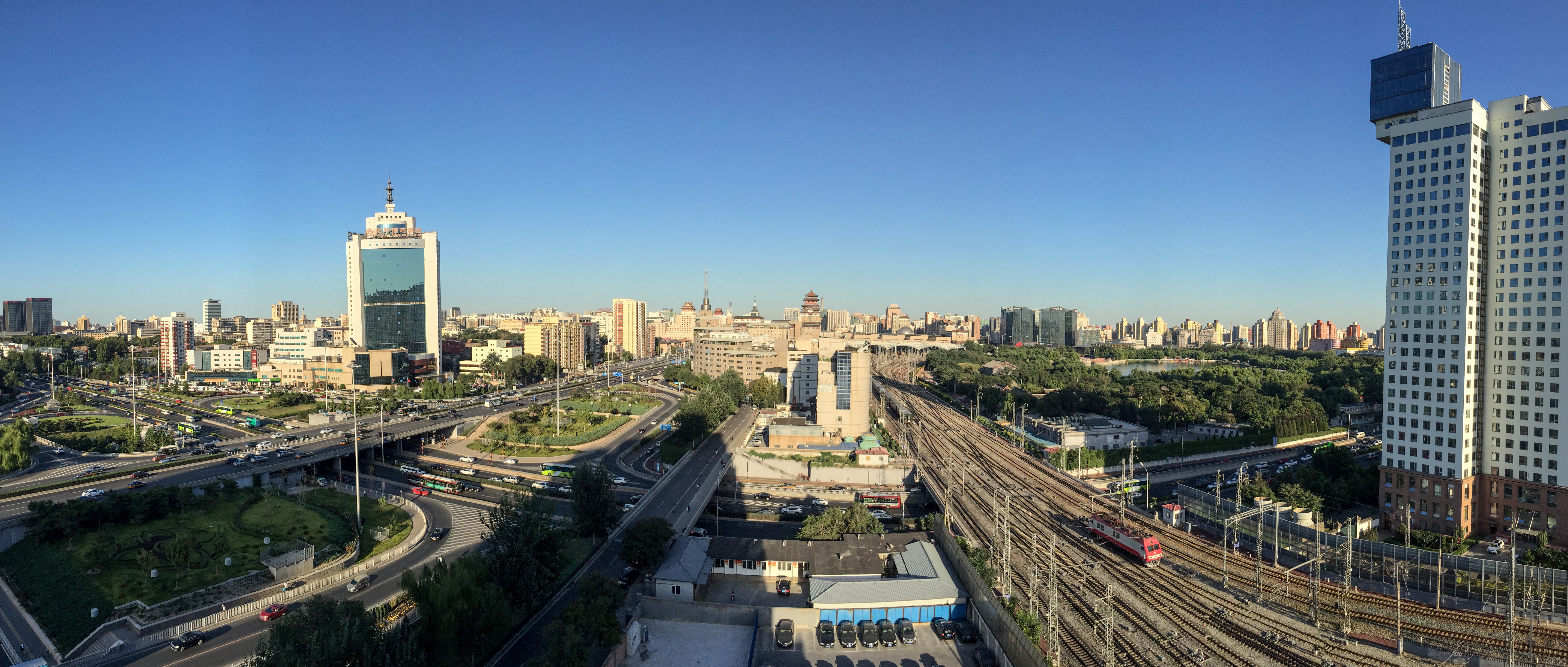
俯瞰莲花桥：左侧为公路桥，右侧为铁路桥

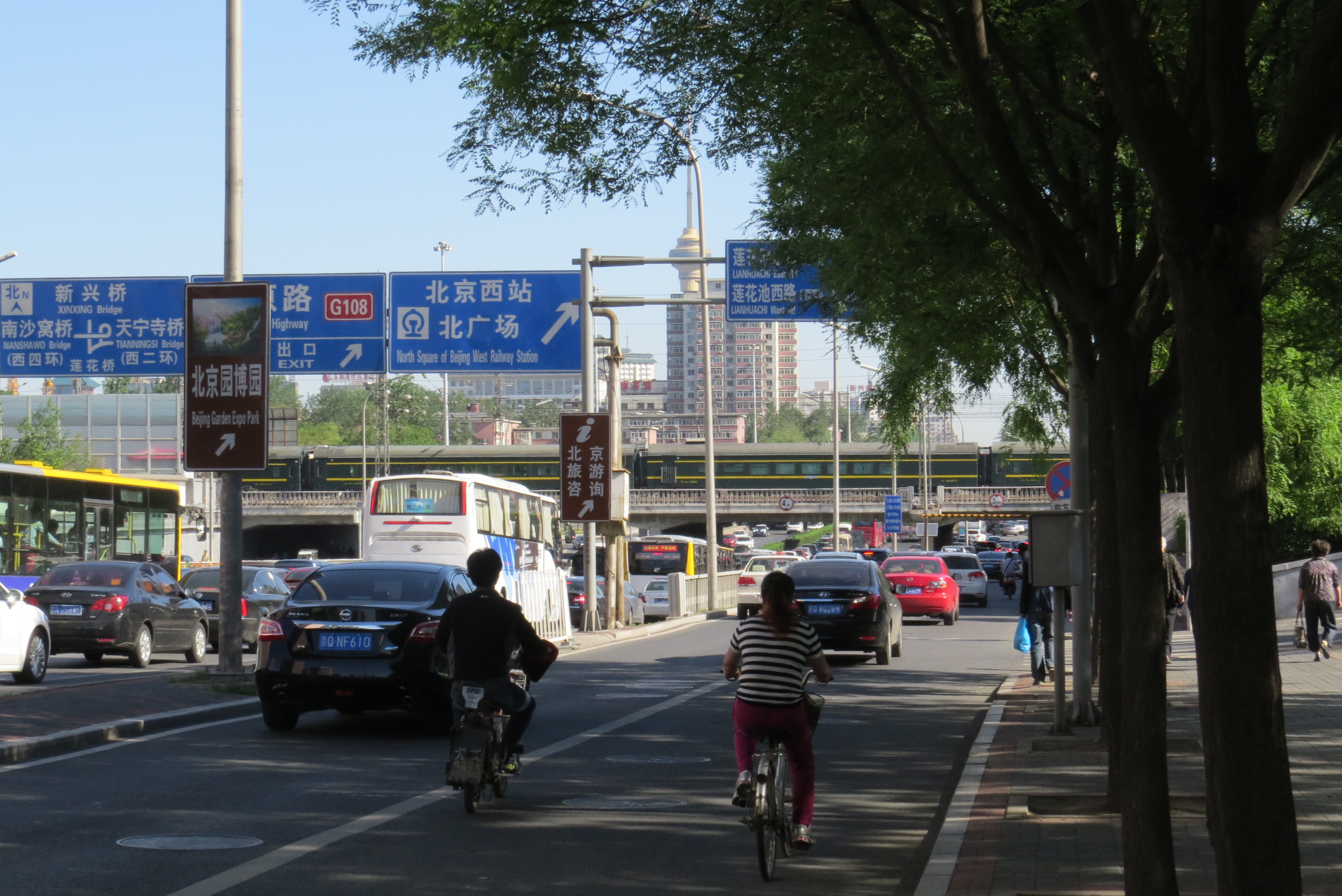
Z22次列车通过莲花桥（由南向北拍摄）

莲花桥是北京三环路上一座立交桥，因其附近的莲花池而得名，是西三环中路与莲花池东路和莲花池西路的交汇点，西长铁路上的列车出入北京西站时均从此桥通过。多年以来，莲花桥每逢大雨便积水，但长期未得到有效解决。